# 九千部山
九千部山（くせんぶやま）は、佐賀県鳥栖市と福岡県那珂川市にまたがる脊振山系の山。佐賀県側は脊振・北山県立自然公園、福岡県側は脊振雷山県立自然公園にそれぞれ指定されている。山頂は鳥栖側にあり標高は847.5mである。

## 概要
山頂には弁財天の石の祠が鎮座する。山頂からは北に博多湾、南に筑紫平野と有明海を望む。
伊藤常足著『太宰管内志』によれば、『肥前国風土記』の「草横山（くさのよこやま）」は九千部山を指すという。また山名の起こりを伝える民話がある。むかし天暦5年（951年）頃、隆信沙門という若い僧侶が台風と病気に苦しむ村人のため山頂で法華経を49日間で一万部（1万回）読踊する決心で山に籠ったが、あと7日目という夜に白蛇に遭遇、その後美しい女の幻に誘惑され負けてしまう。満願の50日目に僧侶を探しに来た村人は、谷の岩陰で骸となった僧侶を発見する。こうして読踊が「九千部」に留まったため、これが山名となったという。なお、村人が山中の谷で僧侶を見つけ葬ったとされる場所の近くには、経塚と供養塔が所在する。
東の萬歳寺、南の石谷山（さらに南の御手洗の滝）との間に登山道が整備されている。
道路は後述する放送用等の無線局維持のために入山する自動車のためのものが舗装されているだけで、あとは舗装されていない。
福岡県側の麓には、福岡市民の水がめ・那珂川水系の南畑ダムがある。

## 福岡・佐賀の放送の要
- 山頂には、FMラジオ放送やテレビ放送の中継局がある。LOVE FMと佐賀県をエリアとする地上デジタルテレビジョン放送に関してはここを本局としている。
- 放送局以外にも、業務用無線の基地局（九州電力・西日本鉄道など）が設けられている。

なお、放送送信所の詳細については、久留米・鳥栖テレビ・FM放送所を参照。

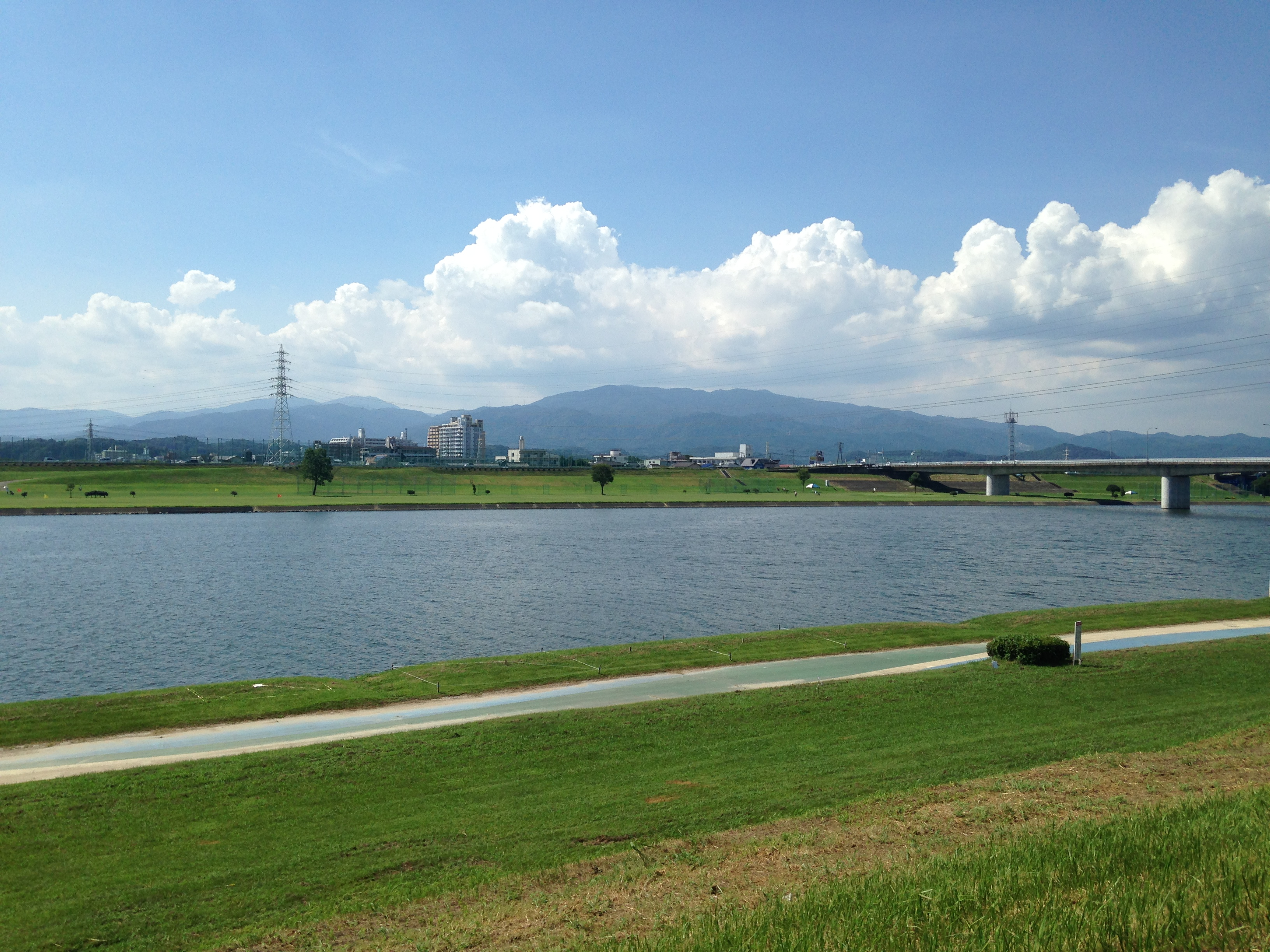
久留米市から